# Parasenecio bulbiferoides
Parasenecio bulbiferoides là một loài thực vật có hoa trong họ Cúc. Loài này được (Hand.-Mazz.) Y.L.Chen mô tả khoa học đầu tiên năm 1999.